# Вбивці на заміну
«Вбивці на заміну» (англ. «The Replacement Killers») —  кінофільм, бойовик режисера Антуана Фукуа. Слоган фільму: «Conscience has no place in the heart of an assassin» («У серці вбивці немає місця для сумління»); за версією українського кінопрокату: «Вбий або будь замінений». Світова прем'єра відбулася 12 січня 1998 року.

## Сюжет
Емігрант з Китаю Джон Лі (Юньфат Чоу) - професійний вбивця найвищого ґатунку. Він працює на наркобарона з китайського кварталу пана Теренса Веї, який допоміг йому з еміграцією. Веї привів до наркобізнесу і власного сина також. Та під час однієї з угод син гине від руки поліцейського Стена Зедкова (Майкл Рукер). Веї, бажаючи помститися правоохоронцю, доручає Джону вбити семирічного сина цього поліцейського. Але у Джона свої поняття про справедливість і він відмовляється вбивати невинного хлопчика. Через це Веї наймає нових вбивць, на заміну Джону Лі, бо мафія такого не прощає. Тепер Джону Лі доводиться не тільки рятувати сина поліцейського Стена Зедкова, але і знешкоджувати безжальних бандитів. Джону також треба подбати про власну родину, яка залишилася у Шанхаї. Щоб повернутися назад до Китаю йому необхідно виготовити фальшиві документи. По них він звертається до шахрайки Мег Коберн (Міра Сорвіно), але мафія дізнається, де його шукати. Удвох з Мег вони потрапляють під перехресний вогонь злочинців і поліції. Єдиний спосіб врятуватися - сховатися і від тих і від інших, але рано чи пізно їм доведеться зіткнутися віч-на-віч…

## Актори
- Юньфат Чоу - Джон Лі
- Міра Сорвіно - Мег Коберн
- Майкл Рукер - Стен Зедков
- Кеннет Цанг - Теренс Веї
- Юрген Прохнов - Майкл Коган
- Тіль Швайґер - Райкер
- Денні Трехо - Коллінз
- Кліфтон Коллінз-молодший - Локо
- Карлос Гомес - Хант
- Френк Медрано - Роулінз
- Карлос Леон - Ромеро
- Лео Лі - Лам
- Патрик Кілпатрик - Прайс
- Рендалл Дак Кім - Алан Чан
- Ендрю Дж. Мартон - Стіві
- Сідней Коберлі - Сара

## Українське озвучення
На українському телебаченні фільм був представлений у двох варіантах озвучення:
- багатоголосе закадрове, зроблене компанією "Так Треба Продакшн" на замовлення телеканалу «Україна»; в якому жіночі ролі читає Олена Яблучна, а чоловічі Дмитро Гаврилов Володимир Терещук і Олег Стальчук
- двоголосе закадрове, зроблене телеканалом «1+1», в якому жіночі ролі читає Лариса Руснак, а чоловічі - Олесь Гімбаржевський.